# Велчиці
Велчиці (словац. Velčice) — село в окрузі Комарно Нітранського краю Словаччини. Площа села 34,7 км². Станом на 31 грудня 2015 року в селі проживало 840 жителів.
Поруч протікає Черешньовий потік.

## Історія
Перші згадки про село датуються 1232 роком.

## Населення
| Рік:            | 1994. | 2004.   | 2014.   | 2024.   |
| --------------- | ----- | ------- | ------- | ------- |
| Кількість осіб: | 896   | 849     | 829     | 840     |
| Різниця:        |       | -5,24 % | -2,35 % | +1,32 % |

| Рік:            | 2023. | 2024.   |
| --------------- | ----- | ------- |
| Кількість осіб: | 842   | 840     |
| Різниця:        |       | -0,23 % |